# Mochtín
Mochtín település Csehországban, a Klatovyi járásban. Mochtín Kolinec, Plánice, Vrhaveč, Klatovy, Obytce, Číhaň és Chlistov településekkel határos. Lakosainak száma 1174 fő (2024. január 1.).

## Népesség
A település lakosságának változását az alábbi diagram mutatja:
| Lakosok száma | 1933 | 1776 | 1760 | 1054 | 1059 | 919  | 1026 | 1068 | 1135 | 1174 |
|               | 1869 | 1890 | 1921 | 1950 | 1980 | 2001 | 2017 | 2019 | 2022 | 2024 |